# 휴먼테크놀로지
휴먼테크놀로지(Human Technology)는 대한민국의 5세대(5G) 이동통신 단말기와 무선 네트워크 라우터 등의 제조기업이다. 본사는 경기도 성남시 분당구 황새울로 321 비즈니스호텔갤러리 8층에 위치해 있으며 대표이사는 김종수이다.

## 역사
2024년 인포마크에서 현재의 사명으로 변경하였다

## 상장
2015년 9월 23일에 공모가 14,000원에 상장하였다.

## 참고문헌
1. ↑  인포마크, 3분기 영업손실 16억원…전년비 적자지속, 디일렉, 2023.11.14
2. ↑  유현석, 인포마크, ‘휴먼테크놀로지’로 사명 변경…"AI 안티드론 솔루션으로 실적 개선", 아시아경제, 2024.04.25